# Trebostovo
Trebostovo (hongrois : Kistorboszló) est un village de Slovaquie situé dans la région de Žilina.

## Histoire
La première mention écrite du village date de 1262.

## Démographie

### Évolution de la population
| Année:               | 1994. | 2004.   | 2014.    | 2024.    |
| -------------------- | ----- | ------- | -------- | -------- |
| Nombre de personnes: | 431   | 455     | 538      | 651      |
| Différence:          |       | +5,56 % | +18,24 % | +21,00 % |

| Année:               | 2023. | 2024.   |
| -------------------- | ----- | ------- |
| Nombre de personnes: | 639   | 651     |
| Différence:          |       | +1,87 % |